# アウグスト・アレクサンデル・チャルトリスキ
アウグスト・アレクサンデル・チャルトリスキ（August Aleksander Czartoryski, 1697年11月9日 - 1782年4月4日）は、ポーランド・リトアニア共和国の大貴族（マグナート）、公。チャルトリスキ家を繁栄に導いた。

## 生涯
リトアニア大法官カジミェシュ・チャルトリスキ公の次男。アウグストは1729年にポーランド軍少将に叙され、1751年にはルーシ県知事となり、またアダム・ミコワイ・シェニャフスキの一人娘で女子相続人のマリア・ゾフィア・シェニャフスカと結婚したことにより、一族に莫大な富をもたらした。1750年から1758年までポドリアの王領地総代官を務め、マルタ騎士団騎士となる栄誉に浴した。さらにワルシャワ、コシツェジナ、ルボフニア、カウシュ、ラトヴィツ、ルツィン、ヴァヴォルニツァ、クピスキの代官でもあった。
アウグストは1733年のポーランド継承戦争においてスタニスワフ・レシチニスキを支援し、続くアウグスト3世の治世では兄ミハウ・フリデリク、義弟スタニスワフ・ポニャトフスキとともに改革色の強い政治党派「ファミリア」を形成し、その指導者となった。1763年から1764年までの空位期、彼は自分自身または長男のアダム・カジミェシュに国王の座をもたらすべく熱心に運動したが、王位についたのは甥のスタニスワフ・アウグスト・ポニャトフスキだった。1764年から1766年までアウグストは王国総連盟の議長を務め、1764年には召集軍隊の臨時司令官（レギメンタシュ）に任じられた。重職にあって甥である国王による共和国の政治改革を支援し、「黄金の自由」を保守しようとしたラドム連盟に敵対した。
娘のイザベラは王冠領宮内長官スタニスワフ・ルボミルスキと結婚した。

## 叙勲
- 白鷲勲章…1731年7月23日
- 聖スタニスワフ勲章
- 聖アンドレイ勲章